# 倪文蔚
倪文蔚（1823年—1890年），字豹岑，號茂甫，清朝政治人物，安徽望江縣人。官至河南巡撫。

## 生平
倪文蔚於道光二十九年（1849年）中選拔貢，咸豐元年（1851年）參加順天府鄉試，考中舉人，第二年聯捷二甲第十名進士。選翰林院庶吉士，散館改刑部湖廣司主事。同治十年（1871年），升刑部江蘇司郎中。次年任湖北荊州府知府。光绪七年闰七月十七，由广东按察使升任廣西布政使。光绪八年正月二十四（1882年3月13日），升任广西巡抚。后改廣東巡撫，兼理廣東學政。光緒十三年（1887年）任河南巡撫，加提督銜。到任後治理黃河水患，光緒十六年（1890年）兼署河東河道總督。同年病卒。

## 著作
倪文蔚学识渊博，工詩畫。著有《禹贡说》、《两江勉诗文集》、《荆州万城堤志》等。

## 外部連結
- 倪文蔚 （页面存档备份，存于） 中研院史語所
- 倪文蔚 新華網安徽頻道

| 官衔        | 官衔                                                                                 | 官衔          |
| ----------- | ------------------------------------------------------------------------------------ | ------------- |
| 前任： 慶裕 | 清朝廣西巡撫 光绪八年正月二十四 - 光绪九年九月初九 1882年3月13日 - 1883年10月9日     | 繼任： 徐延旭 |
| 前任： 范梁 | 清朝廣西布政使 光绪七年闰七月十七 - 光绪八年正月二十四 1881年9月10日 - 1882年3月13日 | 繼任： 徐延旭 |